# District de Miyoshi
Le district de Miyoshi (三好郡, Miyoshi-gun) est un district de la préfecture de Tokushima au Japon.
Selon l'estimation du 1er décembre 2011, sa population était de 14 923 habitants pour une superficie de 122,55 km2, donnant ainsi une densité de population de 122 hab./km2.

## Municipalité du district
- Higashimiyoshi